# Ezequiel Montes
José Trinidad Ezequiel Montes Ledesma (Cadereyta, Querétaro; 26 de noviembre de 1820-Ciudad de México, 5 de enero de 1883), conocido como Ezequiel Montes, fue un jurista, profesor, embajador y político mexicano. Llegó a desempeñarse como secretario de Justicia, Negocios Eclesiásticos, Instrucción Pública e Industria en dos ocasiones y como secretario de Relaciones Exteriores también en dos ocasiones. También llegó a desempeñarse como embajador ante la Santa Sede y diputado federal y local. 

## Estudios
Nació el 26 de noviembre de 1820, en Cadereyta, cuando era una Alcaldía Mayor de Querétaro. Fue hijo de Vicente Montes y Gertrudis Ledesma. Nació en Cadereyta por accidente ya que sus padres acudieron a la boda de don Rafael Ledesma, hermano de su madre, con doña Rafaela Nieto, y ahí se presentó el parto. Fue bautizado en Cadereyta, por lo que es reconocido oficialmente como hijo de esa población. Pasó su niñez en el pueblo de Vizarrón junto a su abuela materna, doña María Josefa Nieto, a quien siempre respetó como segunda madre. Aprendió a leer en Cadereyta y terminó la primaria en la Villa de San Juan del Río en 1831. De 1833 a 1836 trabajó como amanuense en Vizarrón. Se trasladó a Tecozautla y regresó al poco tiempo a Cadereyta para estudiar latinidad por nueve meses. De 1839 a 1841 estudió el segundo curso de gramática latina y filosofía en el Antiguo Colegio de San Ildefonso de la Ciudad de México.

## Docencia
De 1842 a 1844 fue profesor de derecho romano hispano. De 1845 a 1846, fue catedrático de gramática latina. De 1846 a 1848 estudió derecho, también en San Ildefonso. Ya como abogado, Ezequiel Montes fue profesor, diputado, ministro y embajador de México.

## Carrera política
Fue diputado por el distrito de Cadereyta de 1849 a 1851 para el Congreso local del estado de Querétaro, fue diputado federal en el Congreso de la Unión en representación del estado de Querétaro de 1851 a 1854. En 1855, fue nombrado por el presidente Benito Juárez, oficial mayor en el Ministerio de Relaciones y juez séptimo. Ese mismo año y hasta 1857, fue secretario de Justicia, Migración Eclesiástica e Instrucción Pública. 
Del 8 de enero al 30 de abril fue el titular del Ministerio de Relaciones Exteriores, después fue enviado extraordinario y ministro plenipotenciario de México ante la Santa Sede, nombrado por el presidente Ignacio Comonfort. 
Fue diputado por Zumpango, Estado de México en 1861, así como ministro plenipotenciario en el Tratado Belga de amistad, comercio y navegación que entró en vigor el 12 de marzo de 1862. Durante los momentos en que Montes firmó el tratado con Bélgica, el gobierno mexicano realizaba negociaciones con la alianza tripartita formada por los gobiernos de España, Francia e Inglaterra y se iniciaba la Segunda Intervención Francesa en México. La una nueva ley prohibió a los mexicanos vivir en los lugares ocupados por los franceses, Montes se trasladó a vivir a Maztlán, regresó a la Ciudad de México en enero de 1864 y después fue desterrado a Francia.
Con la República restaurada, regresó a México y fue diputado por Tolimán en 1867, logrando que éste se convierta en municipio de Querétaro y presidente del Congreso por aclamación. El 7 de febrero de 1868, fue designado cuarto magistrado de la Suprema Corte de Justicia de la Nación, debido a la ley emitida el 7 de febrero del mismo año, sin embargo el cargo no lo ejerció por su desempeño en la diputación. En 1869, fue diputado federal por Dolores Hidalgo, Guanajuato, en 1871, diputado por Huichapan, Hidalgo. En 1880, durante el período presidencial de Manuel González Flores, fue nombrado secretario de Justicia e Instrucción Pública, pero abandonó el cargo por problemas de salud.
En sus discursos, Ezequiel Montes siempre defendió vehementemente al presidente Juárez y participó activamente en las Leyes de Reforma. Murió el 5 de enero de 1883.

## Honores

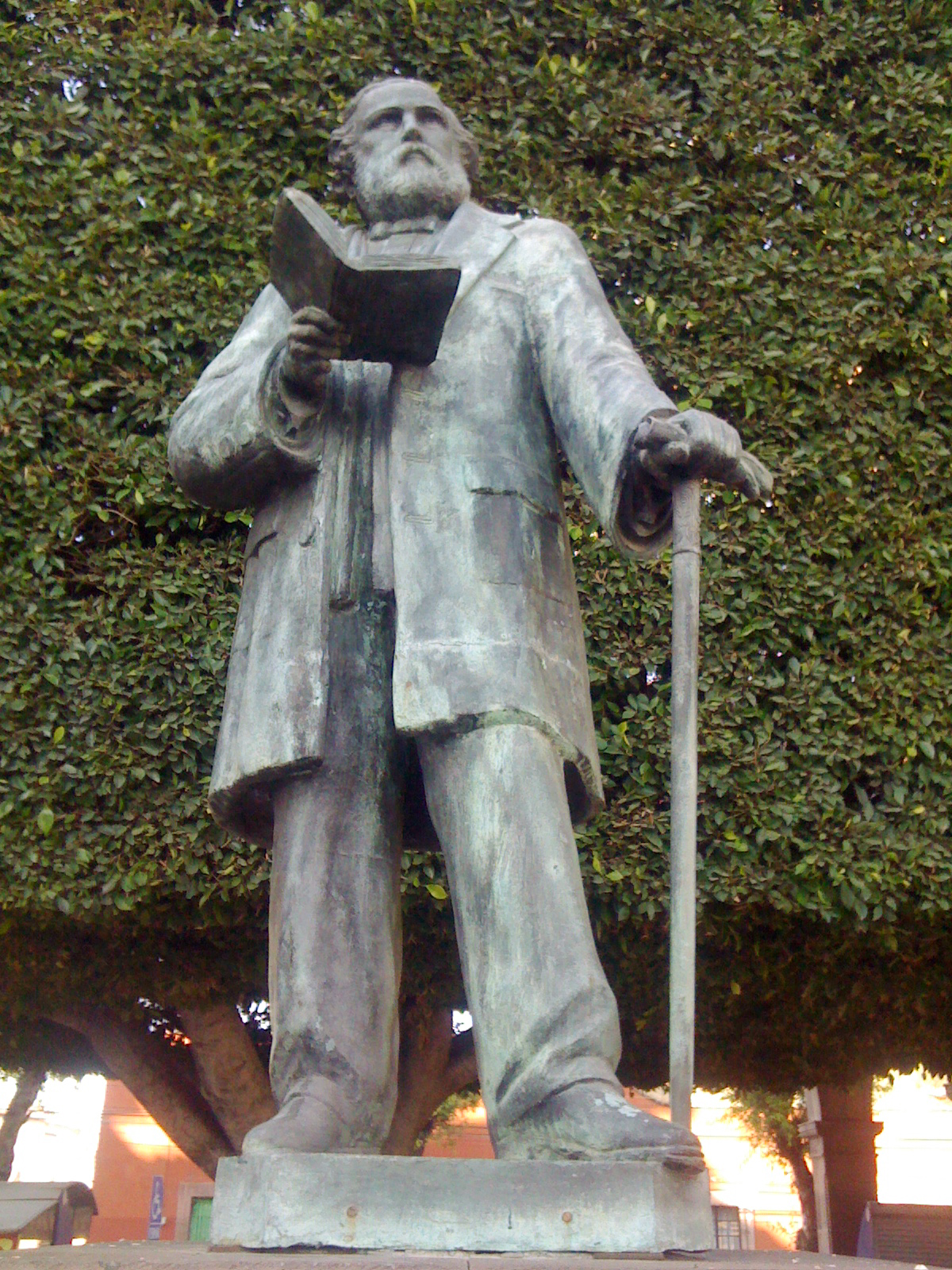
Escultura ubicada en la ciudad de Querétaro.

En su honor, el pueblo de Corral Blanco cambia su nombre a Ezequiel Montes en 1920. En 1941, la parte suroeste del municipio de Cadereyta es convertida en el municipio de Ezequiel Montes. Además, a Vizarrón y a Cadereyta se les agrega su apellido en el nombre oficial. En las ciudades de Querétaro y México hay dos avenidas con su nombre y dos estatuas de él.